# Märt Rask
Märt Rask (* 19. Dezember 1950 in Kõue, Kreis Harju) ist ein estnischer Jurist und Politiker. Er war von September 2004 bis September 2013 Vorsitzender des estnischen Staatsgerichtshofs (Riigikohus).

## Leben, Politik, Rechtswissenschaft
Märt Rask legte 1969 sein Abitur in Põltsamaa ab, bevor er von 1973 bis 1978 Rechtswissenschaft an der Universität Tartu studierte. Seit 1979 war er als Anwalt in Tallinn tätig.
Mit der Wiedererlangung der estnischen Unabhängigkeit ging Märt Rask in die Politik. Von 1990 bis 1992 war er erster stellvertretender Justizminister Estlands und von Februar bis Oktober 1992 Justizminister im Kabinett von Ministerpräsident Tiit Vähi. 1993 bis 1995 war er als Rechtsanwalt in der von ihm mitgegründeten Kanzlei Teder ja Rask tätig. Er schloss sich 1996 der zwei Jahre zuvor gegründeten liberalen Reformpartei an.
Von November 1995 bis Dezember 1996 war Märt Rask Innenminister im dritten Kabinett Tiit Vähis. Von Dezember 1996 bis März 1999 arbeitete Rask erneut als selbständiger Anwalt, bevor er von März 1999 bis März 2003 in den Regierungen von Mart Laar und Siim Kallas das Amt des Justizministers der Republik Estland bekleidete.
Nach dem Ausscheiden aus der Regierung war er zunächst Abgeordneter im estnischen Parlament (Riigikogu), bevor er am 13. September 2004 als Nachfolger von Uno Lõhmus sein Amt als Vorsitzender des estnischen Staatsgerichtshofs antrat. Am 12. September 2013 endete Rasks Amtszeit als Vorsitzender des Staatsgerichtshofs. Sein Nachfolger wurde Priit Pikamäe.
Märt Rask ist Autor zahlreicher rechtswissenschaftlicher Publikationen.